# Neufchâteau (Belgique)
Pour les articles homonymes, voir Neufchâteau.
Neufchâteau (prononcé : [nøʃato] ; en wallon Li Tchesté, en gaumais Nûtchatî, en allemand Neuenburg in Lützelburg[réf. nécessaire]) est une ville francophone de Belgique située en Région wallonne et chef-lieu d'arrondissement dans la province de Luxembourg. Ses habitants sont appelés les Chestrolais.

## Toponymie
La première mention de la ville est en latin et fait référence au château de Neufchâteau bâti en 1199 : Novum Castellum, « le nouveau château ». 

## Géographie
Neufchâteau est située au coeur de l'Ardenne belge et donne son nom à l'un des cinq arrondissements administratifs de la province de Luxembourg : l'arrondissement administratif de Neufchâteau. Elle a également donné son nom à un ancien arrondissement judiciaire, l'arrondissement judiciaire de Neufchâteau, disparu en 2014, intégré à l'arrondissement judiciaire du Luxembourg lors de la fusion des arrondissements judiciaires.

### Sections de communes
| # | Nom          | Superf. (km²) | Habitants (2020) | Habitants par km² | Code INS |
| - | ------------ | ------------- | ---------------- | ----------------- | -------- |
| 1 | Neufchâteau  | 8,48          | 2.917            | 344               | 84043A   |
| 2 | Longlier     | 35,55         | 1.556            | 44                | 84043B   |
| 3 | Hamipré      | 21,43         | 1.294            | 60                | 84043C   |
| 4 | Grapfontaine | 19,78         | 671              | 34                | 84043D   |
| 5 | Tournay      | 15,82         | 903              | 57                | 84043E   |
| 6 | Grandvoir    | 13,42         | 454              | 34                | 84043F   |

### Autres villages et hameaux
- Cousteumont.
- Fineuse.
- Gérimont (wallon : Djèrimon).
- Harfontaine (wallon : Harfontaine).
- Hosseuse.
- Lahérie.
- Le Sart.
- Malome.
- Marbay.
- Massul (wallon : Môssu).
- Molinfaing (wallon : Molîfè).
- Mon-Idée.
- Montplainchamps.
- Morival (wallon : Morivô).
- Namoussart (wallon : Namoussé).
- Nolinfaing.
- Offaing.
- Petitvoir.
- Respelt (wallon : R'supê).
- Semel (wallon : S'mèl).
- Tronquoy (wallon : à Longlier et Massul on dit Tronkwa ; à Verlaine, Respelt et Molinfaing, on dit Tronko ; à Lamouline, on dit Tronkè).
- Verlaine (wallon : Verlin.n').
- Warmifontaine (wallon : Wârmich).

### Communes limitrophes
| Bertrix    | Libramont-Chevigny | Vaux-sur-Sûre |
|            | Neufchâteau        |               |
| Herbeumont | Chiny              | Léglise       |

## Démographie

### Évolution démographique avant la fusion de 1977
- Source: DGS, 1831 à 1970=recensements population, 1976= habitants au 31 décembre

### Évolution démographique de la commune fusionnée
En tenant compte des anciennes communes entraînées dans la fusion de communes de 1977, on peut dresser l'évolution suivante:
Les chiffres des années 1831 à 1970 tiennent compte des chiffres des anciennes communes fusionnées.
- Source: DGS , de 1831 à 1981=recensements population; à partir de 1990 = nombre d'habitants chaque 1 janvier[4]

## Histoire

### Origines

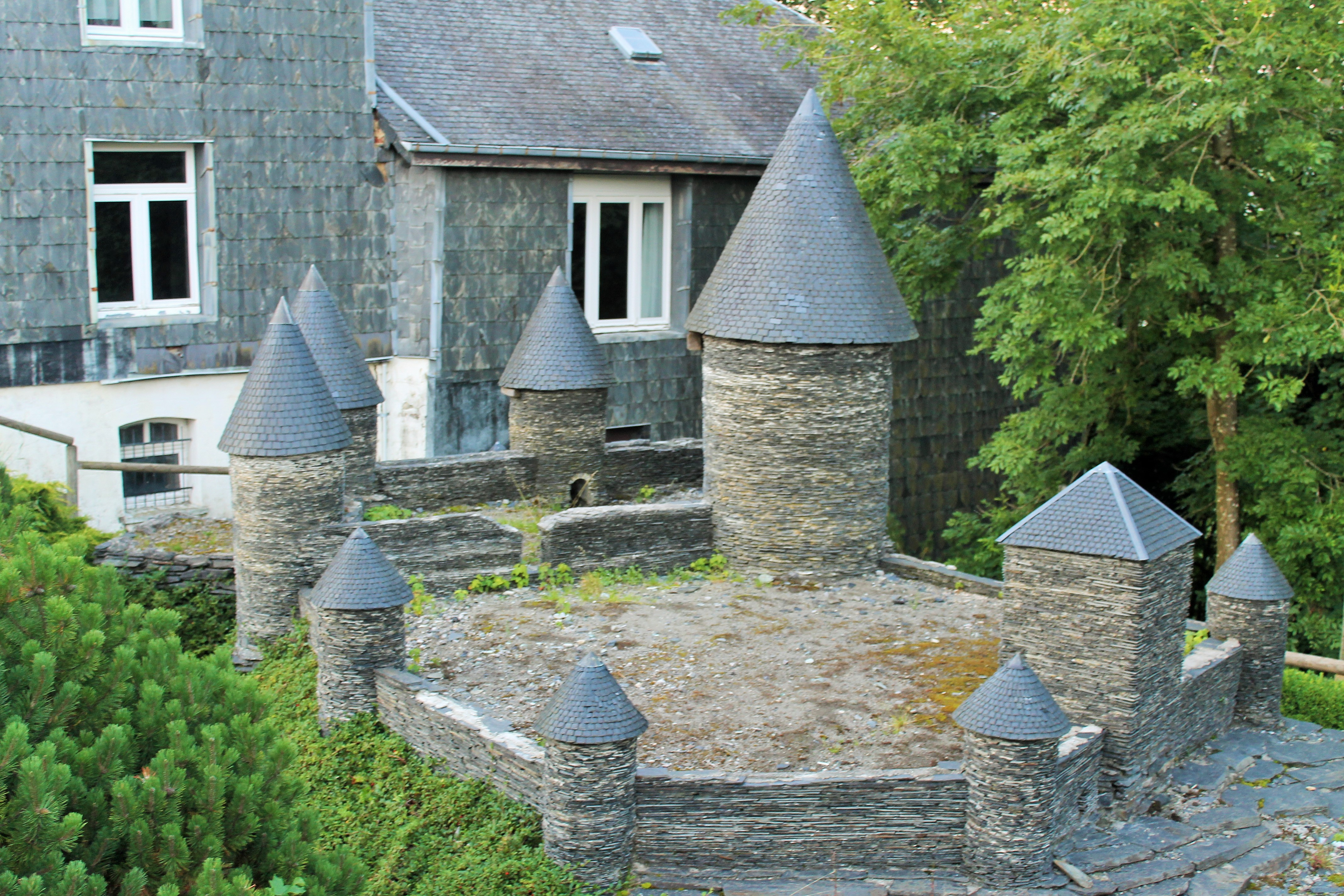
Reconstitution au 1/20e du château de Neufchâteau, construite en 1999-2000 et offerte à la ville pour son anniversaire.

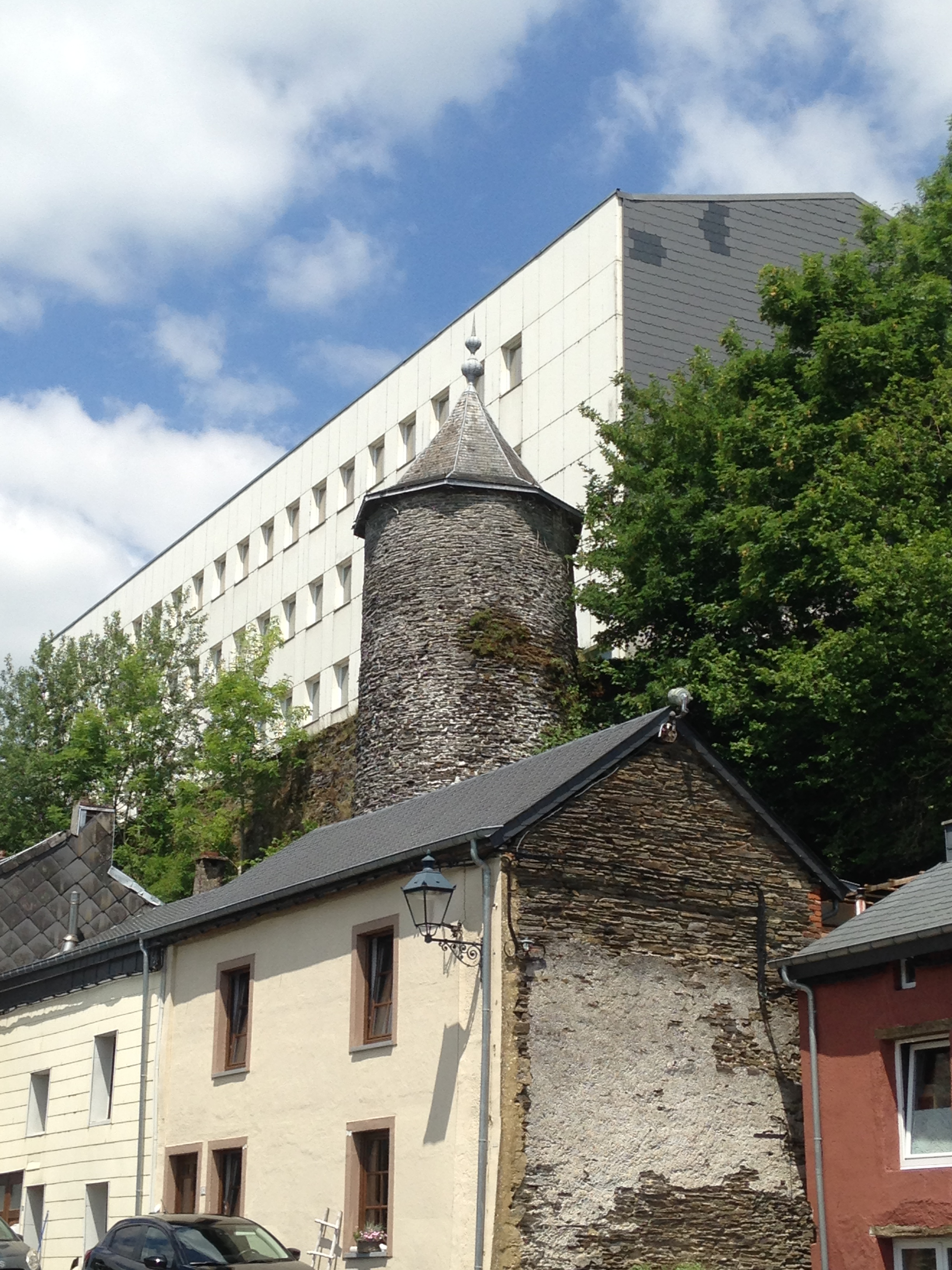
La tour Griffon, datant du XIIIe siècle, est le seul reste significatif de l'enceinte et du château de Neufchâteau.

Dans le comté de Chiny en 1199, est bâti le château de Neufchâteau, qui donne naissance à la future ville. Il est érigé sur le promontoire dominant le lac de Neufchâteau, à l'emplacement de l'actuel institut Saint-Michel. En 1364, le comté est absorbé par le duché de Luxembourg, dont Neufchâteau forme l'un des quartiers. Le château en lui-même devient la résidence des seigneurs d'Aremberg. En 1424, Évrard II de La Marck-Arenberg, seigneur de Neufchâteau, rachète la seigneurie de Sedan et y fait bâtir le château de Sedan. La carte d'Arenberg de la prévôté de Neufchâteau en 1609 donne une « photographie de ce qu'était Neufchâteau et ses alentours au début du XVIIe siècle.
La forteresse médiévale est rasée en 1657 par l’artillerie française de Louis XIV durant la guerre franco-espagnole. L'un des rares vestiges est la tour Griffon, datant du XIIIe siècle. Elle faisait partie de l'enceinte de la ville, percée de trois portes : la porte de Tournay, la porte de Longlier et la porte d'Hamipré. Ces dernières années, des fouilles archéologiques ont eu lieu sur le site du château. Elles ont permis de dégager les bases d'un grand donjon et des courtines reliant celui-ci à une autre tour, mise également à jour.
Aux XVIe et XVIIe siècles, Neufchâteau se situe sur la route empruntée par l'Armée des Flandres au service de la Monarchie espagnole pour assurer la liaison terrestre entre l'Espagne et les Pays-Bas espagnols. Cette route restera connue sous le nom de chemin des Espagnols. À la fin de l'époque des Pays-Bas autrichiens, Neufchâteau est reliée à Dinant et Arlon par la chaussée Marie-Thérèse.

### Période française

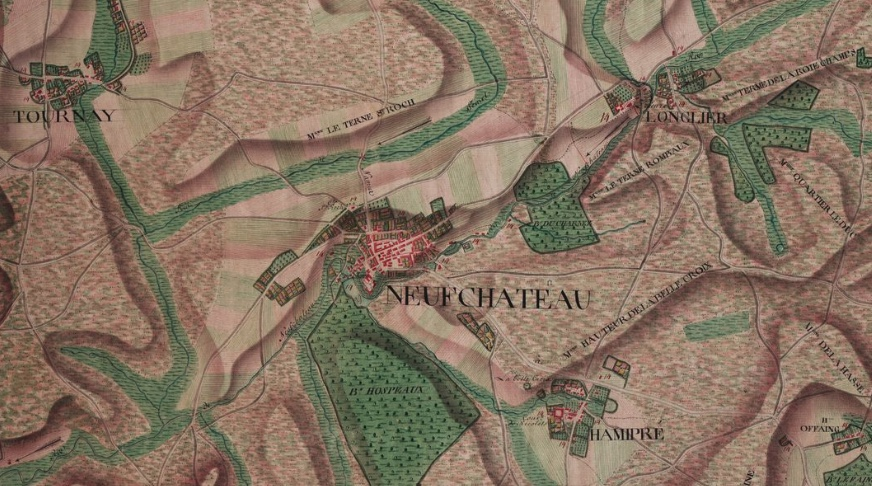
Détail de Neufchâteau et de ses alentours sur la carte de Ferraris (vers 1775).

De 1795 à 1815, pendant la période française de l'histoire de la Belgique, Neufchâteau est chef-lieu d'arrondissement et sous-préfecture du département français des Forêts, qui remplace l'ancien duché de Luxembourg auquel l'entité appartenait sous l'Ancien Régime.
C'est à cette époque que le tribunal correctionnel de première instance est installé à Neufchâteau, le 28 prairial an III (16 juin 1795) et que la commune devient le chef-lieu de l'arrondissement judiciaire de Neufchâteau. Le ressort territorial du tribunal englobe neuf cantons français, tous situés dans le « quartier wallon » du département : Bastogne, Étalle,Fauvillers, Florenville, Houffalize, Neufchâteau, Paliseul, Sibret et Virton. Le canton de Vielsalm y sera rattaché en 1816. Le premier tribunal est installé dans l'ancienne maison du prévôt, bâtiment qui avait appartenu au duc d'Aremberg, pillée lors de l'annexion française et dépourvue d'éclairage ainsi que de chauffage.
La population passe de 870 habitants en l'an IV (1796) à 1 113 en l'an VIII (1800).
À la suite des défaites de Napoléon Ier lors de la guerre de la Sixième Coalition, le Premier Empire est démembré et l'administration française se retire de la ville, remplacée par les Prussiens. L'ancien département des Forêts est réuni au gouvernement général du Moyen-Rhin. Le 17 mars 1814, le gouverneur prussien, Justus von Gruner, décide de faire dépendre le département des Forêts de la cour d'appel de Trèves.

### Période luxembourgeoise
En 1815, après la fin du Premier Empire, le congrès de Vienne crée le Grand-duché de Luxembourg, auquel Neufchâteau est rattachée. Il offre ce territoire à titre privé et héréditaire à la maison d'Orange-Nassau et le premier grand-duc de Luxembourg, Guillaume Ier, est donc également le souverain du royaume uni des Pays-Bas, créée par la même institution la même année. Bien qu'étant théoriquement une possession personnelle, Guillaume soumet son grand-duché à la loi fondamentale du royaume uni des Pays-Bas et l'administre comme s'il en était la dix-huitième province. L'arrêté royal du 12 juin 1822, complété par celui du 2 janvier 1823, sépare administrativement le grand-duché en huit quartiers, dont celui de Neufchâteau. Deux ans plus tard, le règlement d'administration du 23 juillet 1825 change le nom des quartiers en district, et le nom du « district de Neufchâteau » est maintenu.
Le 25 février 1825, Neufchâteau se dote d'une corps de sapeurs-pompiers, toujours en activité et le plus ancien de l'actuelle province de Luxembourg. C'est la même année que Neufchâteau obtient le titre de ville le 30 mai 1825 à l'occasion de l'arrêté royal qui a déterminé la classification générale des villes du royaume. Ce statut n'a plus changé depuis. Toujours en 1825, la ville compte 1 480 habitants.

### Période belge

#### Révolution belge

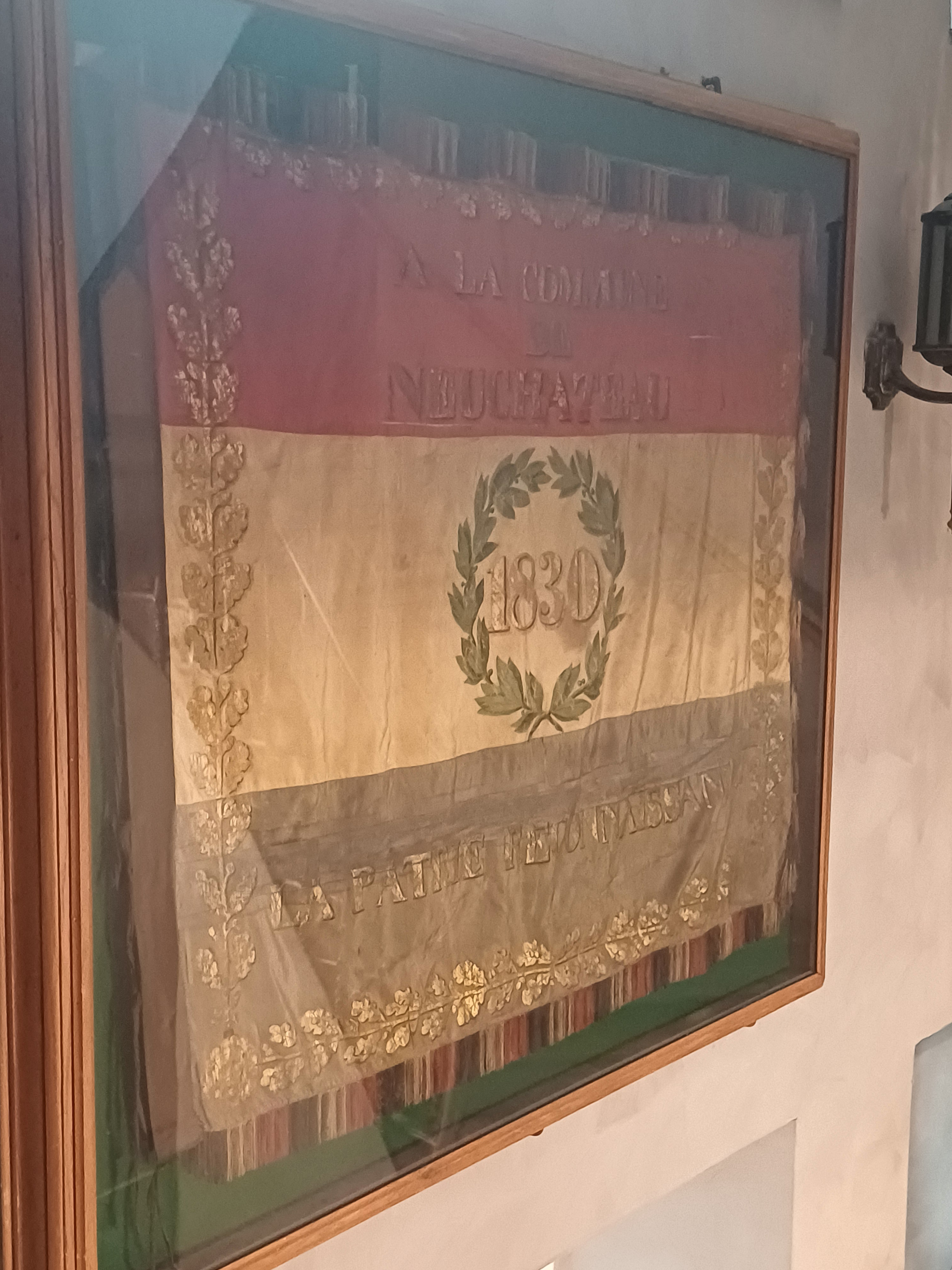
Le drapeau d'Honneur de 1830 décerné à la ville de Neufchâteau pour sa participation à la révolution belge.

En 1830, Neufchâteau est une ville de 1 532 habitants. Alors que la révolution belge a éclaté depuis les émeutes d'août 1830 à Bruxelles, le bourgmestre, Nicolas-Gabriel-Othon Francq, décède 16 septembre et c'est dans ce contexte que Benjamin-Joseph-Gratien Poncelet-Gofflot prend ses fonctions. Il s'installe en plein durant l'insurrection de 1830 dans les Pays-Bas méridionaux qui s'est propagée dans le Grand-duché de Luxembourg et, le 27 septembre 1830, il reçoit un courrier provenant du général Frédéric-Guillaume de Goedecke, lui demandant de prévoir loger les quelques 160 hommes du bataillon de réserve de la 12e afdeeling d'infanterie des forces armées du royaume uni des Pays-Bas qui s'en va renforcer la garnison du château de Bouillon, en provenance d'Arlon. La nouvelle provoque de l'agitation en ville : le percepteur des postes, Nicolas Lenel, décide d'enlever les insignes royaux de la maison d'Orange-Nassau qui ornaient la façade de son bureau, alors que l'annonce de la victoire des volontaires belges sur l'armée du Prince d'Orange lors des Quatre Jours de Bruxelles arrive en ville le 30 septembre et finit d'exciter la foule. La réponse du bourgmestre est des plus clairvoyantes : 

« Nous avons l'honneur de vous annoncer que le logement des troupes qui se trouvent sous votre commandement pourrait éprouver quelques difficultés. Il est de notre devoir de vous annoncer que la ville de Neufchâteau, jouissant de la plus grande tranquillité, la présence de troupes pourrait occasionner des troubles qu'il ne serait pas en notre pouvoir de prévenir ni de calmer. Veuillez prendre telles mesures que vous trouverez convenables dans les circonstances difficiles et délicates où nous nous trouvons. Nous déclarons que nous laissons sur votre entière responsabilité personnelle tous les événements qui pourraient intervenir entre les habitants et les militaires. »

 Cela ne dissuade pas la manoeuvre militaire, dont la troupe commandée par le major Boelen, arrive dans la soirée du 30 septembre. La foule se rassemble, arborant le drapeau de la révolution brabançonne aux cris de « Vive les Belges ! ». La troupe, essentiellement composée de soldats luxembourgeois « locaux », déserte tandis que des coups de feu sont tirés et que neuf des douze officiers « hollandais » sont arrêtés et faits prisonniers par les bourgeois sous la houlette de Jacques-Joseph Poncelet, qui fut plus tard décoré de la Croix de fer pour son implication (trois officiers parviennent à fuir vers la forteresse de Luxembourg). Ils en profitent pour s'emparer de la caisse du bataillon et emmènent ensuite les prisonniers vers Saint-Hubert, Liège et finalement Tongres, où ceux-ci sont échangés contre Jean de Behr. Le lendemain des évènements, le conseil de Régence se réunit en séance extraordinaire et envoie un rapport circonstancié au gouverneur du Luxembourg, Jean-Georges Willmar, lui indiquant que les autorités locales n'ont pas pris part au mouvement révolutionnaire. Les conseillers votent également la création d'une garde bourgeoise, sous le commandement de Jacques-Joseph Poncelet, armée principalement avec les fusils pris au bataillon.
Début octobre 1830, le tribunal cesse de fonctionner. Le 14 octobre, le procureur du Roi informe le procureur criminel que « le tribunal croit bon de devoir s'abstenir de juger jusqu'au moment où il recevra des communications du Gouvernement provisoire de Belgique », reconnaissant de facto l'autorité de ce-dernier. Dans le même temps est créé le corps franc luxembourgeois de Dominique Claisse, dans lequel une douzaine de chestrolais s'enrôlent et s'en vont participer à la guerre belgo-néerlandaise, menés par Jean-Hubert Lozet.
Pour ces différentes actions, la ville de Neufchâteau est l'une des cent communes récipiendaires d'un drapeau d'Honneur de 1830, remis à Bruxelles le 27 septembre 1832 par le premier roi des Belges, Léopold Ier. Il fut réceptionné par une délégation envoyée à la capitale, composée de : 
- François-Joseph Leclère, échevin et négociant ;
- Gustave-Alphonse Herman, juge au tribunal de première instance ;
- Pierre-Félix-Edouard Roland, avocat ;
- Ferdinand-Joseph Poncin, greffier en chef ;

Les quatre hommes reviennent à Neufchâteau le 30 septembre, accueillis en grande pompe par la fanfare, les autorités et la garde civique, après un incident au pont de Semel lorsque Jean-Hubert Lozet arrache le drapeau des mains de François-Joseph Leclère, qu'il accuse d'orangisme. Il faut l'intervention du docteur Dehanne, autre ancien volontaire belge et récipiendaire de la Croix de fer pour que éviter une bagarre.
Le drapeau est encore aujourd'hui exposé à l'hôtel de ville de Neufchâteau.

#### Débuts de la Belgique

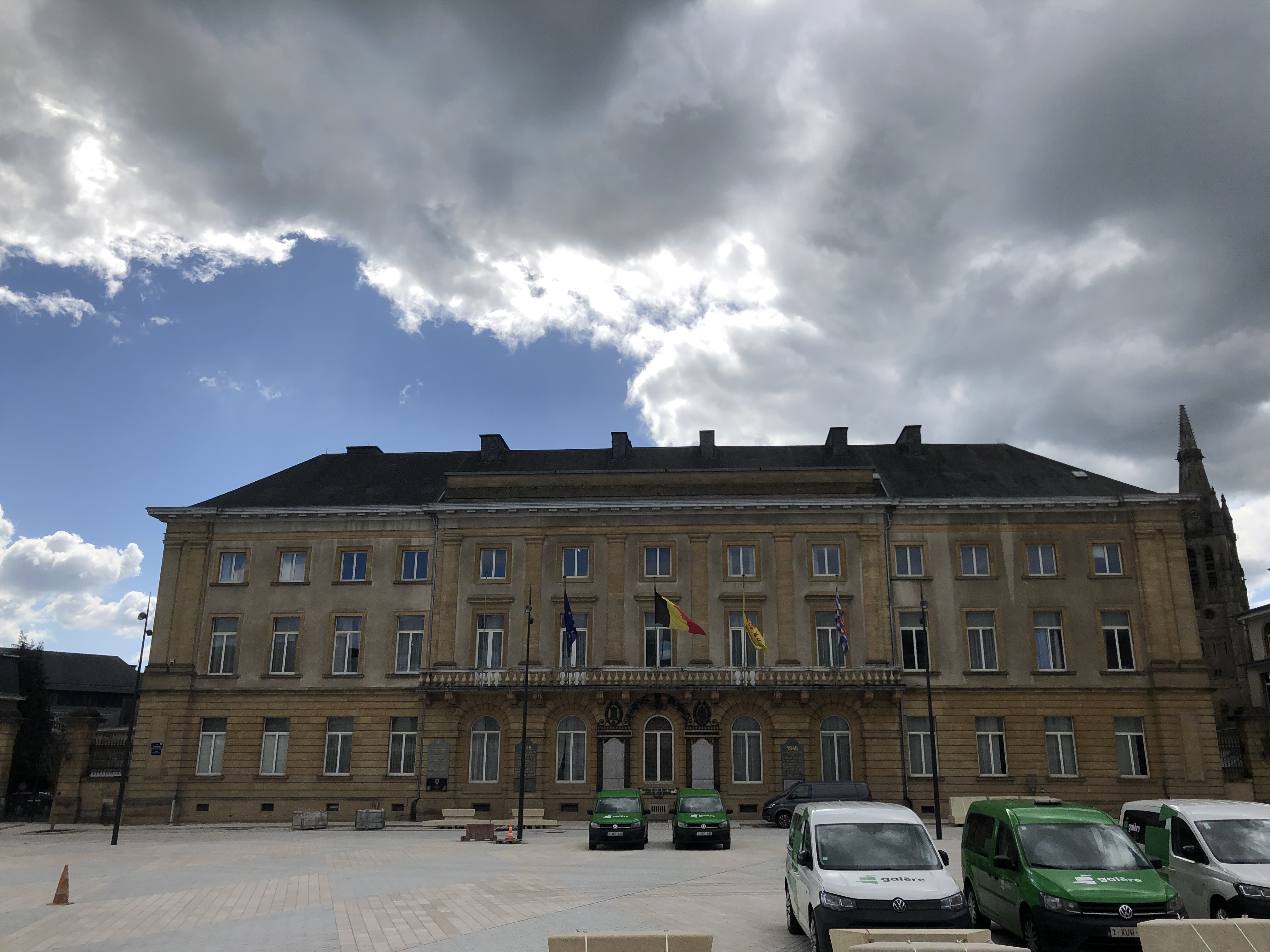
Après la scission du grand-duché de Luxembourg, Neufchâteau se propose pour devenir le nouveau chef-lieu de la province de Luxembourg mais c'est Arlon qui fut choisie et où fut construit l'hôtel du gouvernement provincial(image).

Le 16 octobre 1830, la Belgique, tout juste indépendante du royaume uni des Pays-Bas, annexe le Grand-duché de Luxembourg et forme sa neuvième province : la province de Luxembourg, à laquelle Neufchâteau appartient désormais. La ville de Luxembourg demeurant sous le contrôle du grand-duc en vertu de la convention militaire belgo-luxembourgeoise de 1831, le chef-lieu est temporairement transféré à Arlon, en attendant qu'un autre compromis puisse être trouvé.
C'est finalement une toute autre issue qui est imposée par les puissances européennes réunies lors de la conférence de Londres : la scission du grand-duché de Luxembourg par la signature du traité des XXIV articles le 19 avril 1839. Si le quartier wallon, dont dépendait Neufchâteau, demeure belge, la question du choix du chef-lieu refait surface puisque les frontières du Luxembourg sont alors tracées, rendant le pays actuel et la ville de Luxembourg à Guillaume Ier. La première ville à contester le choix d'Arlon est Saint-Hubert, qui manifeste son désir de devenir le nouveau chef-lieu à la Chambre des Représentants dès le 24 avril 1839. Neufchâteau emboite le pas dès le 30 avril arguant que le pays d'Arlon, gardé in extremis par la Belgique, est un territoire du « quartier allemand » où l'on parle l'Areler et situé tout proche de la nouvelle frontière entre la Belgique et le Luxembourg, donc de celle avec la confédération germanique. Neufchâteau, quant à elle, a toujours été « wallonne » et est située plus au centre de la province. Le conseil communal se propose même d'offrir une somme de 100 000 francs belges pour la construction d'un hôtel provincial ainsi que de nouvelles demeures pour le développement de l'administration provinciale. Toutefois, le choix d'Arlon est maintenu et le nouvel hôtel du gouvernement provincial y est construit dès 1845.
La gare de Neufchâteau est mise en service le 27 octobre 1858 par la Grande compagnie du Luxembourg sur l'actuelle ligne 162 reliant Namur à Arlon puis Luxembourg-ville. Cet arrêt est cependant situé à Longlier, soit loin du centre de la ville, ce qui freinera son développement au détriment de la gare de Libramont qui deviendra le nœud ferroviaire de la région au fil du temps. 
Plusieurs autres bâtiments importants sont construits dans la seconde moitié du XIXe siècle, comme l'hôtel de ville, érigé de 1853 à 1858, l'athénée royal (1858), la « maison d'arrêt » (prison), bâtie en 1872, ou encore le palais de justice de Neufchâteau, terminé en 1886 et conçu par l'architecte provincial Jean-Louis Van de Wyngaert.
Lors de la guerre franco-allemande de 1870, les forces armées belges déploient un « corps expéditionnaire d'observation » sous le commandement de Pierre Emmanuel Félix Chazal qui établit son quartier-général à Neufchâteau et loge en ville avec 500 de ses soldats.

#### Première guerre mondiale
Lors de la Première Guerre mondiale, Neufchâteau se trouve sur la route de la 5e armée allemande, en application du plan Schlieffen et est le théâtre de violents affrontements dans le cadre de l'invasion de la Belgique par l'Empire allemand. Le 22 août 1914, la 21e division d'infanterie allemande passe par les armes 20 civils et détruit 21 maisons lors des atrocités allemandes commises dans totue la Belgique au début de l'invasion. Le même jour, le sud de la ville est l'enjeu d'un combat meurtrier entre la 5e brigade du Corps colonial français et la 21e division d'infanterie de l'armée allemande, bientôt rejointe par la 25e division. L'armée française se replie vers la frontière entre la Belgique et la France et laisse derrière elle plus de 300 victimes, notamment dans le 21e régiment d'infanterie colonial. Ceux-ci sont enterrés dans un cimetière militaire qui abrite, à l'origine, 228 Français et 49 Allemands. Le lieu est désaffecté dès 1923 ce qui implique le transfert des tombes au cimetière militaire actuel de Malome, non loin du lac de Neufchâteau.
La ville, tout comme la région, est ensuite occupée jusqu'à l'armistice du 11 novembre 1918, après lequel les premiers soldats français arrivent à Neufchâteau dès le 13 novembre. La 5e armée française y établit son état-major le 20 novembre, sous la direction du général Adolphe Guillaumat, puis se retire en mars 1919.

#### Seconde guerre mondiale

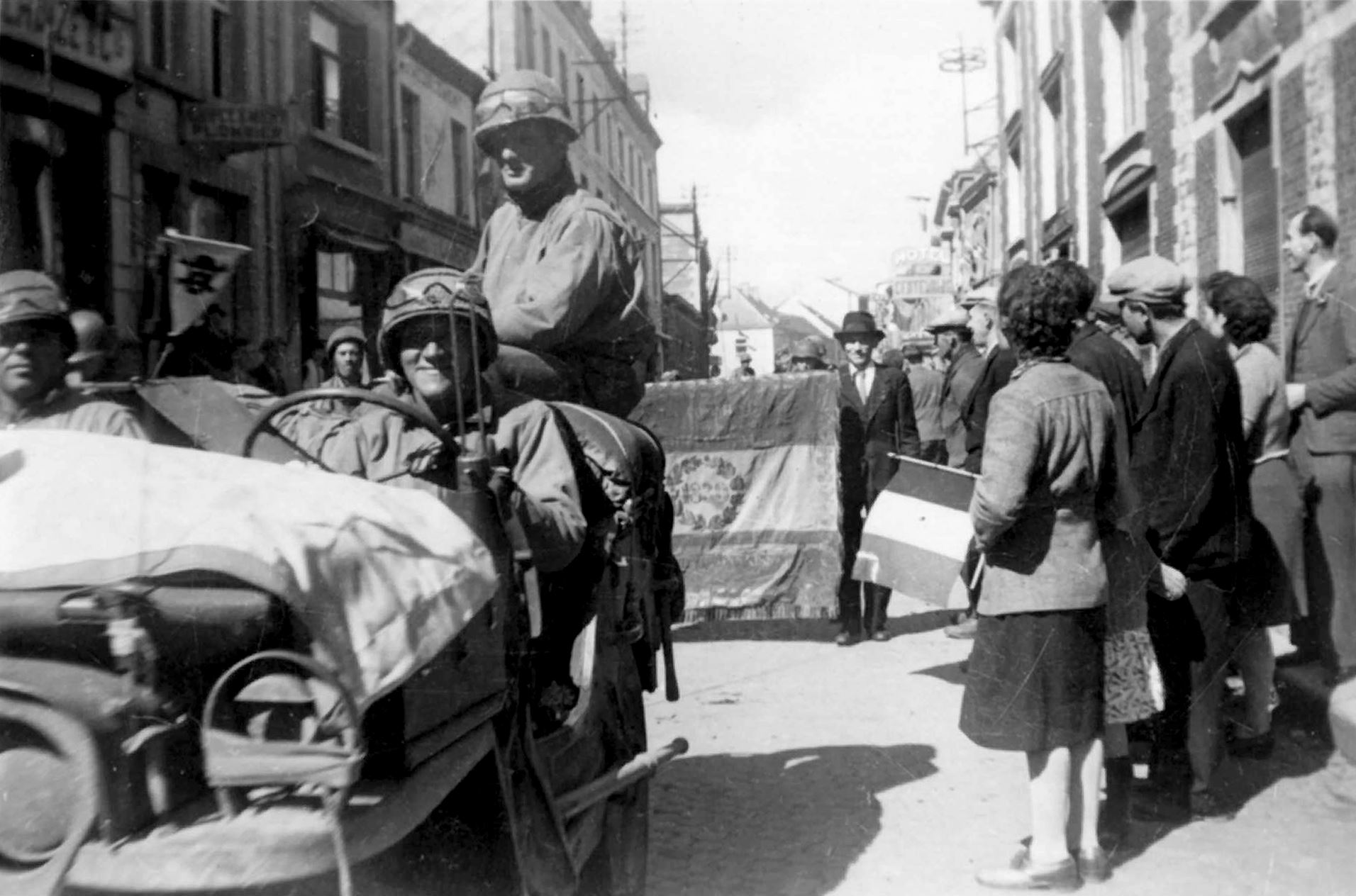
La libération de Neufchâteau par la 28e division d'infanterie de l'armée américaine le 9 septembre 1944.

Au cours de la Seconde Guerre mondiale, le 10 mai 1940, les Allemands envahissent la Belgique, les Pays-Bas et le Luxembourg. La Belgique autorise immédiatement les armées alliées à pénétrer sur son territoire, c'est ainsi que des Français de la 5e division légère de cavalerie défendent Neufchâteau et ses environs le matin du 11 mai 1940. Pour les Allemands, Neufchâteau se situe sur la route de la 1re Panzerdivision, une unité du 19e corps d'armée  qui a pour objectif de traverser la Meuse au niveau de Sedan. Le matin du 11 mai 1940, la 2e Panzerdivision avec l'aide du 73e régiment d'artillerie attaque à Longlier et Hamipré pour accéder à Neufchâteau même mais, perdant plusieurs chars face à la défense menée par des escadrons du 11e régiment de cuirassiers, doit renoncer à cette attaque frontale. Le chef de la 1re Panzerdivision, Friedrich Kirchner, décide alors d'attaquer par le sud. La défense y est assurée par un escadron du 11e régiment de cuirassiers et théoriquement par le 60e groupe de reconnaissance de division d'infanterie. Mais cette dernière unité a reçu tardivement ses ordres, vraisemblablement faute d'une transmission efficace, et se trouve donc surpris au cours de son installation par l'attaque des chars allemands, qui s'enfoncent dans ses positions. Après plusieurs heures de combats acharnés notamment à Monplainchamps, les chars et motocyclistes allemands atteignent Petitvoir où ils surprennent l'artillerie française qui soutient la défense de Neufchâteau (IIe batterie du 78e régiment d'artillerie). Cette progression allemande qui continue sur les arrières français menace d'encerclement les défenseurs de Neufchâteau, l'aile droite de la 5e division légère de cavalerie est enfoncée, aussi le repli est-il ordonné à 13 h, quelques combats perdurent en ville qui tombe alors aux mains des Allemands de la 1. Panzerdivision ce 11 mai 1940.
L'occupation allemande dure jusqu'à la libération de la ville le 9 septembre 1944 par la 28e division d'infanterie de l'armée américaine, venue de Florenville et Bertrix

#### Époque contemporaine
En 1977, lors de la fusion des communes, Neufchâteau intègre cinq autres communes à son territoire (Grandvoir, Grapfontaine, Hamipré, Longlier et Tournay) tout en conservant son statut de ville et en donnant de ce fait son nom à la nouvelle entité. C'est également cette année que la ville reçoit ses armoiries, par arrêté royal.
En 1987, l'échangeur de Neufchâteau est mis en service, permettant la connexion et l'ouverture des autoroutes A4 (la reliant à Bruxelles d'une part et au Luxembourg d'autre part) et A26 (vers Liège). En 1988, la protection civile belge ouvre une nouvelle caserne à Neufchâteau, chaussée d'Arlon. Elle y restera jsuqu'à son déménagement à Libramont en 2006.
C'est du palais de justice de Neufchâteau que Marc Dutroux s'évade le 13 avril 1998.

## Armoiries
|  | La ville possède des armoiries. Blasonnement : D’azur à un saint Michel ailé brandissant de la dextre une épée flambayante, de la senestre une rondache, et terrassant le démon, le tout d’or. - Délibération communale : 16 mai 1977 - Arrêté royal : 26 novembre 1981 - Moniteur belge : 12 décembre 1981 Source du blasonnement : Lieve Viaene-Awouters et Ernest Warlop, Armoiries communales en Belgique, Communes wallonnes, bruxelloises et germanophones, t. 2 : Communes wallonnes M-Z, Communes bruxelloises, Communes germanophones, Bruxelles, Dexia, 2002. |

## Politique et administration

### Conseil et collège communal 2024-2030
Le collège est constitué du bourgmestre et de quatre échevins. Leur mandat est de six années. Le collège dirige la commune. Ses décisions sont entérinées par le conseil communal, composé du collège et de 13 conseillers communaux.
| Collège communal   |                     |                         |
| ------------------ | ------------------- | ----------------------- |
| Bourgmestre        | François Huberty    | Les Engagés - Unis Vers |
| 1er Échevine       | Marie-Eve Hubermont | Unis Vers               |
| 2e Échevin         | Vincent Parache     | Unis Vers               |
| 3e Échevin         | Jacques Cheppe      | Les Engagés - Unis Vers |
| 4e Échevin         | Guillaume Robert    | Unis Vers               |
| Présidente du CPAS | Micheline Louis     | Les Engagés - Unis Vers |

### Liste des bourgmestres
- 1823 - 1830 : Nicolas-Gabriel-Othon Francq
- 1830 - : Benjamin-Joseph-Gratien Poncelet-Gofflot

- - 2012 : Yves Evrard (MR)
- 2012 - 2019 : Dimitri Fourny (CdH)
- 2019 - 2021 : Michèle Mons Delle Roche (MR - démission)
- 2021 - (actuel) : François Huberty

### Affaires politiques
Lors des élections communales et provinciales belges de 2018, un scandale de fraude électorale éclate, visant le bourgmestre sortant et député au Parlement wallon, Dimitri Fourny  (CdH). Celle-ci concerne les procurations de dix-huit résidents de la maison de retraite « Le Clos des Seigneurs », géré par le CPAS de la ville, qui ont été détournées afin d’apporter des voix à la liste du bourgmestre, « Agir Ensemble ». Celui-ci est reconnu partiellement coupable de faux et usage de faux par le tribunal correctionnel de Mons en mai 2021 et condamné en première instance à douze mois de prison, assortis d'un sursis pour une durée de cinq ans et d'une interdiction de se présenter sur les listes électorales pour une période de dix ans. Après avoir interjeté appel, la cour d'appel du Hainaut a rendu son arrêt le 10 avril 2024 et condamné Dimitri Fourny à six mois de prison avec sursis simple.

## Sécurité et secours
La commune fait partie de la zone de police Centre Ardenne pour les services de police, ainsi que de la zone de secours Luxembourg pour les services de pompiers. Neufchâteau possède d'ailleurs l'une des 17 casernes de la zone de secours. Le numéro d'appel unique pour ces services est le 112.

## Patrimoine et culture

### Patrimoine architectural
- La tour Griffon fut longtemps le dernier vestige apparent du château médiéval qui dominait la ville.
- Le musée de la vie rurale
- L'église Saint-Michel
- Le lac de Neufchâteau
- L'Observatoire Centre Ardenne, à Grapfontaine.

Voir aussi : Liste du patrimoine immobilier classé de Neufchâteau

### Culture
- Le cercle d'histoire Terre de Neufchâteau[40]

### Cinéma

#### Films tournés à Neufchâteau
- 2005 : Retraite (CM) de François Pirot.
- 1973 : Le Renard à l'anneau d'or, feuilleton télévisé pour la RTBF.

## Galerie de photographies

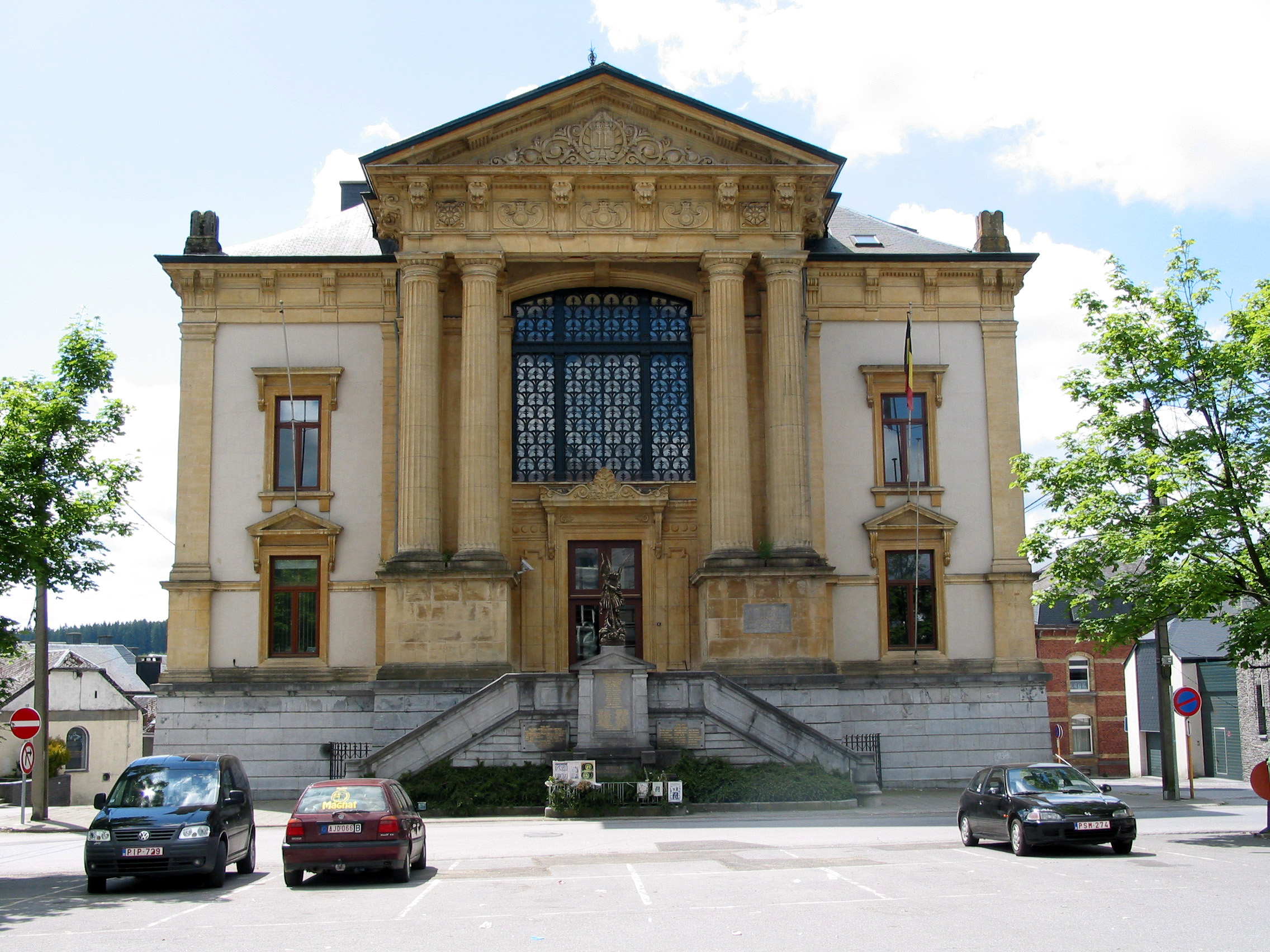
Le palais de justice de Neufchâteau
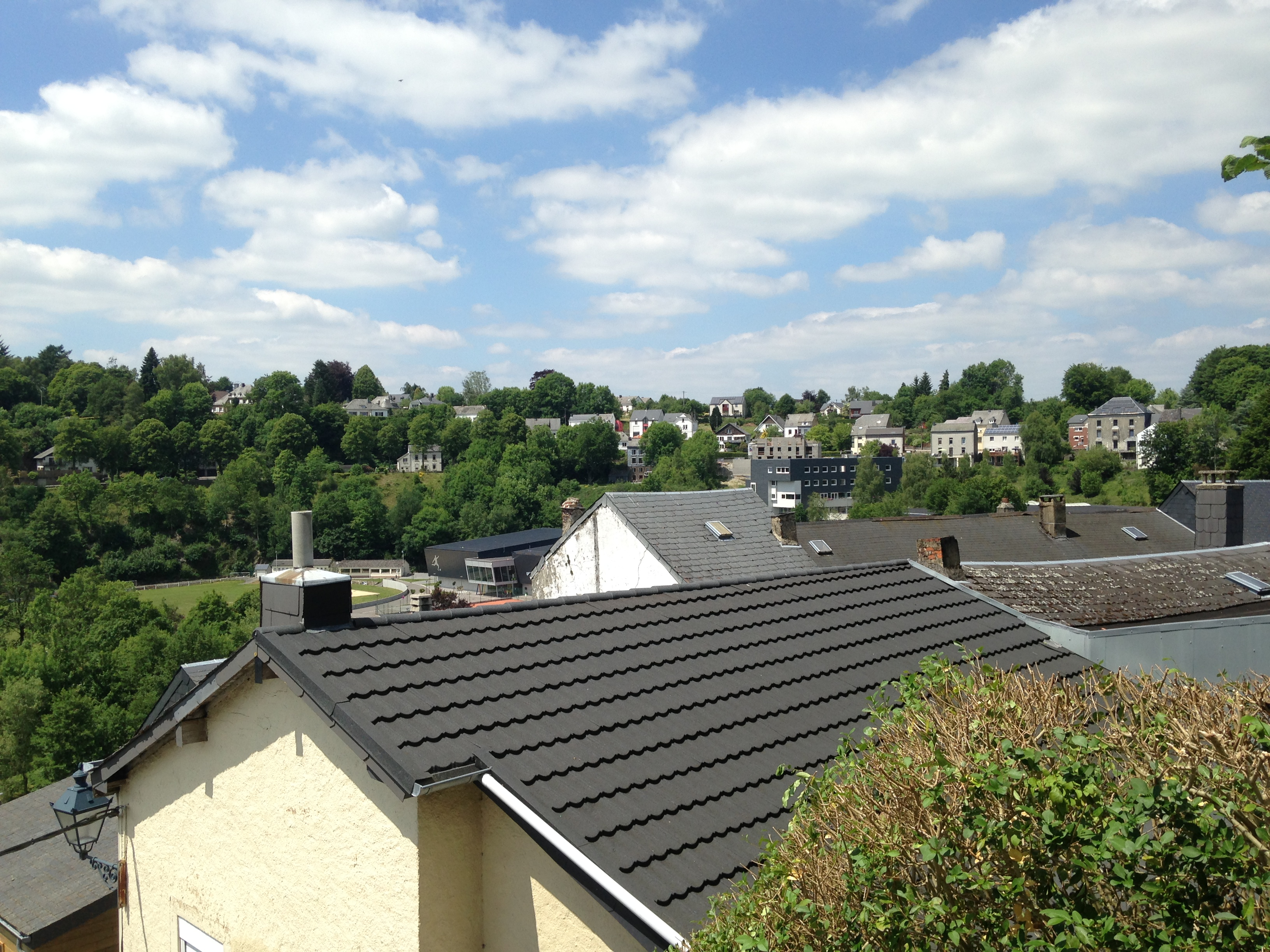
Vue sur Neufchâteau.
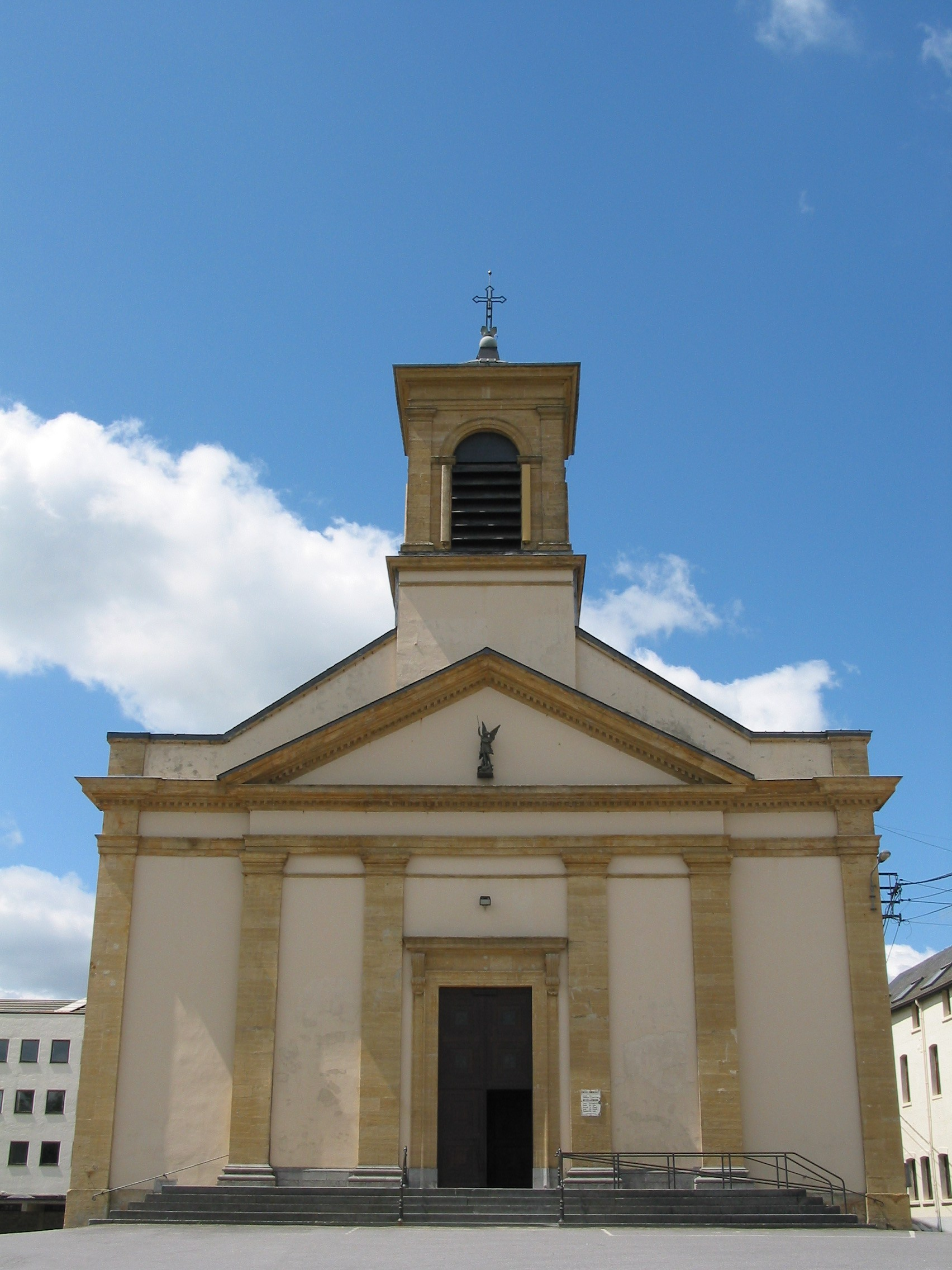
L'église Saint-Michel à Neufchâteau (ville).
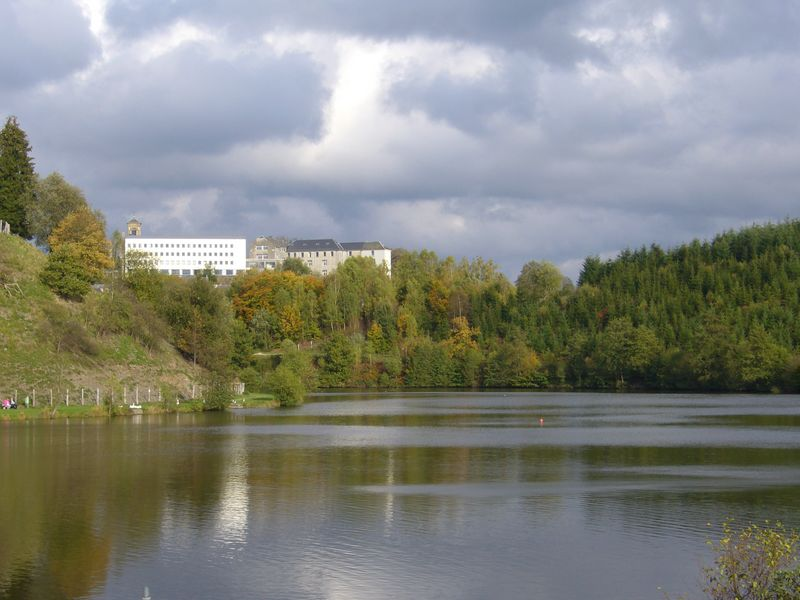
Le lac de Neufchâteau.
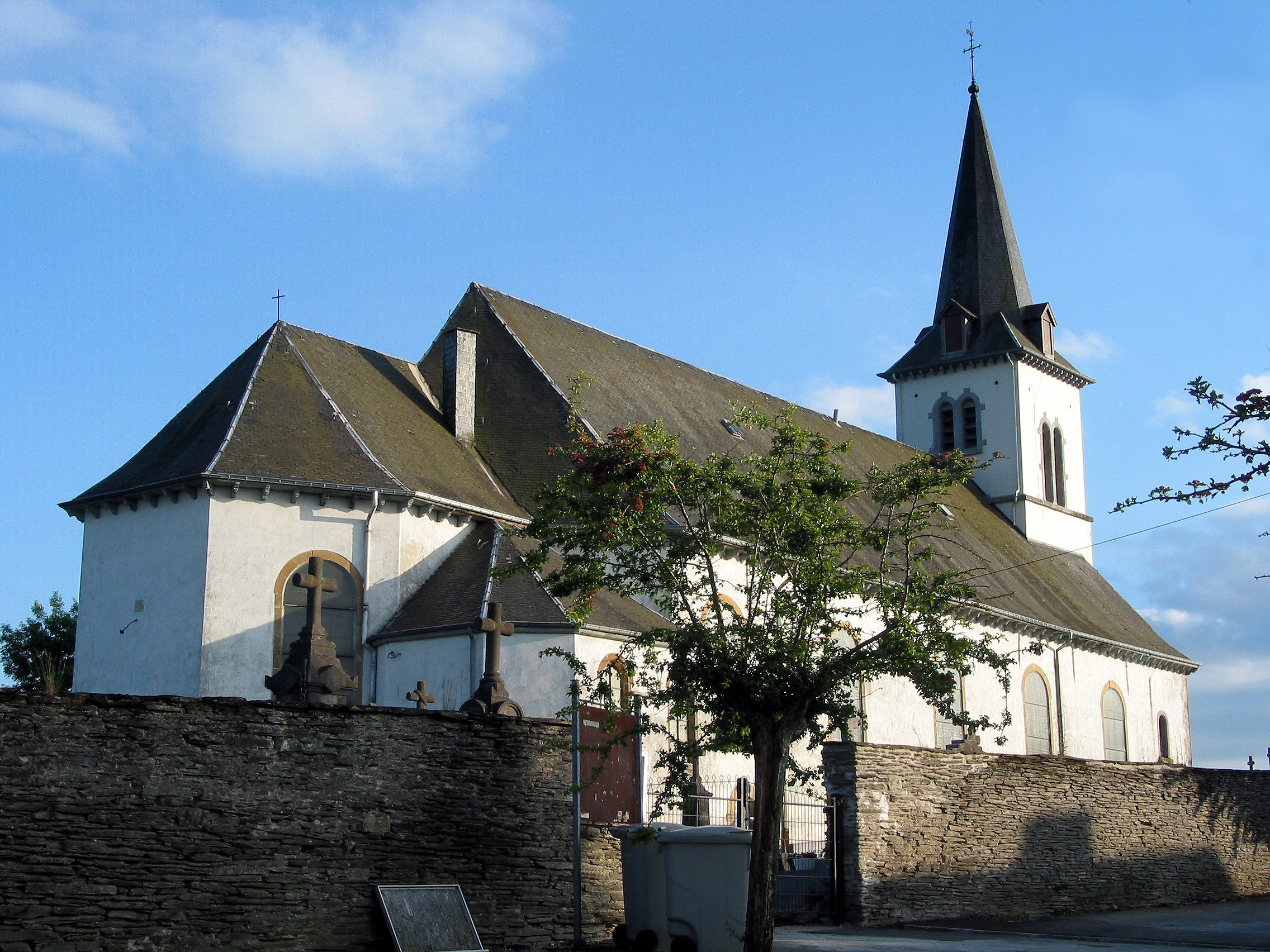
L'église Saint-Étienne à Longlier.

## Transports

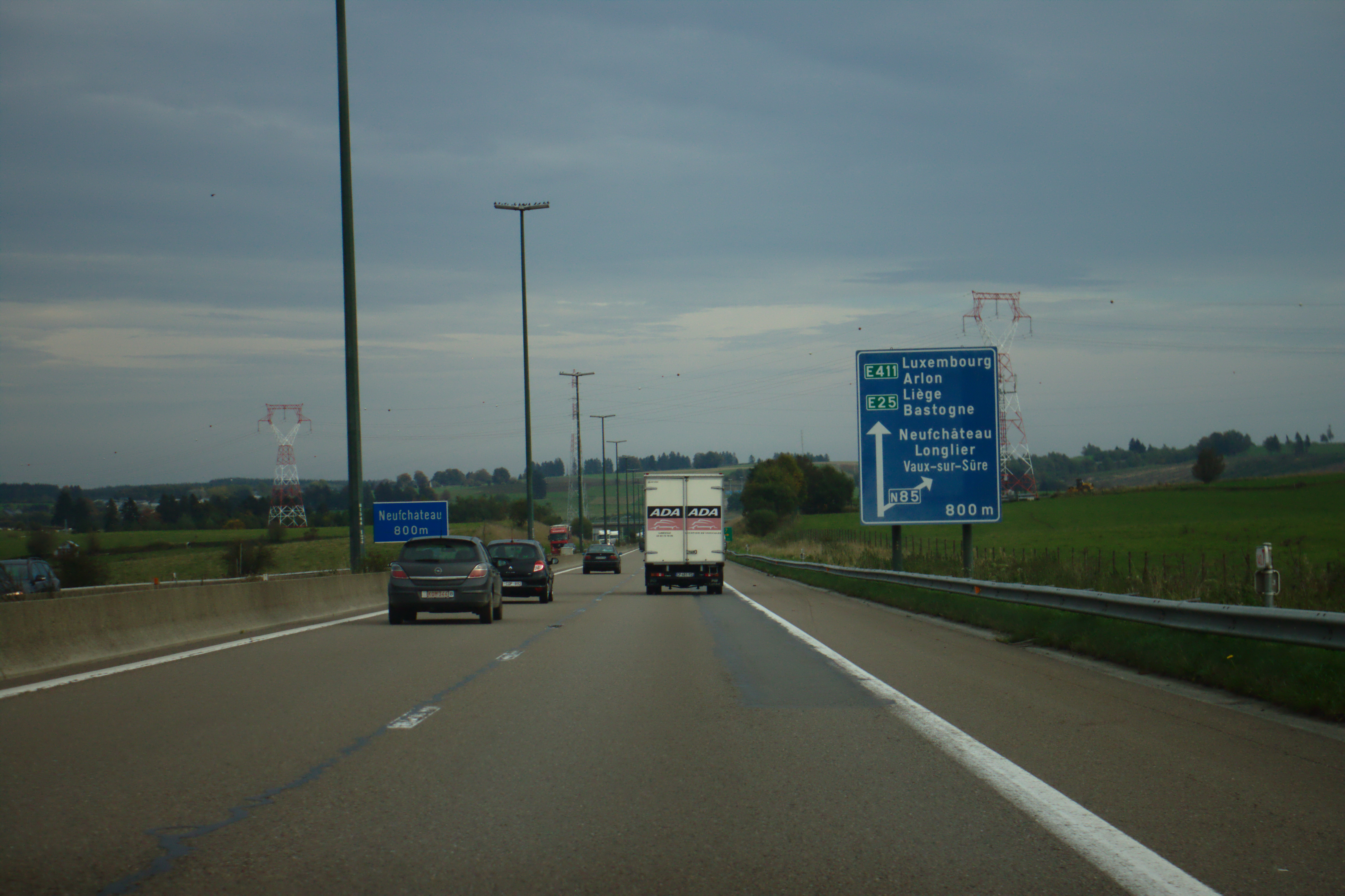
L'autoroute A4 juste avant l'échangeur de Neufchâteau.

### Rail
La gare ferroviaire, située à Longlier, se trouve sur la Ligne 162 Namur-Arlon.

### Route
La ville est traversée par la route nationale 40 reliant Arlon et Mons, ainsi que par la route nationale 85 reliant Florenville-frontière française (Carignan) et Bastogne. Elle se trouve en outre à cinq kilomètres à l’ouest de l’échangeur autoroutier de Neufchâteau joignant l’A4/E411 (Arlon-Bruxelles) et l’A26/E25 (vers Liège).

## Personnalités
- Jean dit Montainville (1799-?), magistrat français à Neufchâteau de 1799 à 1809.
- Adrien Goffinet (1812-1886), né à Neufchâteau, secrétaire particulier et homme de confiance du roi Léopold II qui le fit baron. La famille Goffinet est originaire de Les Bulles.
- Père Léon Lejeune (1876-1951), né à Petitvoir, missionnaire à Makogai (îles Fidji).
- Albert Claude (1899-1993), de Longlier, Prix Nobel de médecine et de physiologie le 10 octobre 1974.
- Arsène Geubel (1913-2010), historien et archéologue.
- Raymond Leblanc (1915-2008), éditeur de presse et de bande dessinée belge, fondateur du Journal de Tintin et des éditions du Lombard.
- Jules Metz (1925-1995), né à Neufchâteau, était le présentateur météo de la RTBF.